# Erik Schmidt (Künstler, 1925)
Erik Schmidt (* 15. August 1925 auf Naissaar, Estland; † 18. April 2014 auf Mallorca) war ein estnischer Maler und Schriftsteller. Sein Onkel war der Optiker Bernhard Schmidt.

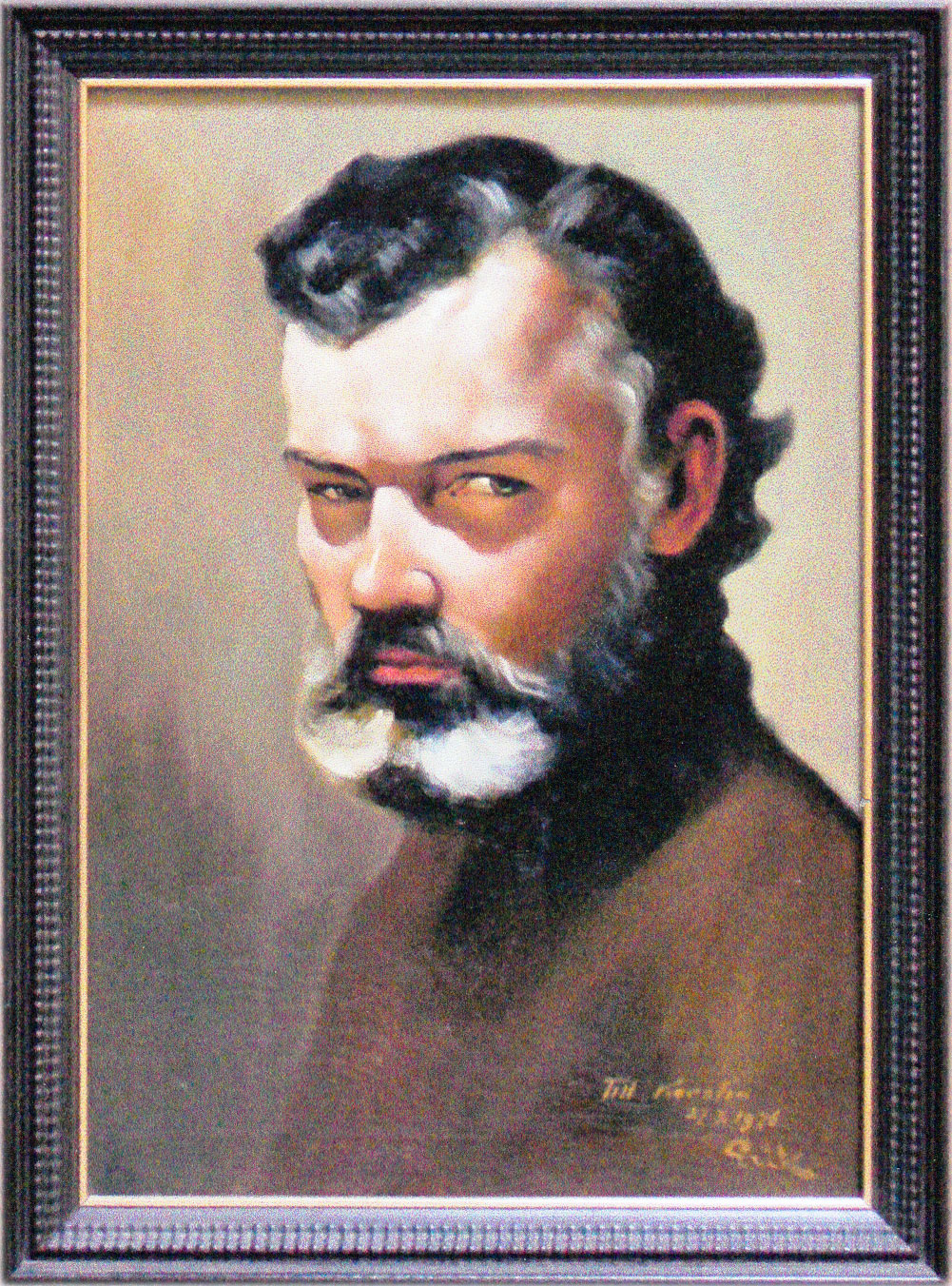
Erik Schmidt, Selbstporträt 1976

## Leben
Schmidt besuchte die örtliche schwedische Schule, nach dem vierten Schuljahr wechselte er zur schwedischen Oberschule nach Haapsalu. Als 1940 das gesamte Estland sowjetisch wurde, wurde Naissaar zum Marinestützpunkt erklärt. Die Bevölkerung musste die Insel innerhalb von zehn Tagen verlassen. Kurze Zeit darauf wurde Kapitän Schmidts Schiff durch einen deutschen Angriff im Atlantik versenkt. Kapitän Schmidt und die Besatzung überlebten. Im Jahre 1941 wurde Estland von den deutschen Truppen erobert, die Familie Schmidt konnte nach Naissaar zurückkehren. 
Mit 17 Jahren wurde Erik Schmidt Lehrer an der Grundschule, die er wenige Jahre zuvor selbst besucht hatte. Dies befreite ihn sowohl vor dem Wehrdienst in der Estnischen Legion als auch vor der Dienstpflicht im Reichsarbeitsdienst. Ende Oktober 1943 floh die Familie Schmidt vor der herannahenden roten Armee nach Schweden, wo sie von der Reederfamilie Brodin aufgenommen wurde. Erik Schmidt wurde nach dem Ende des Krieges im Jahr 1945 Matrose, seine ersten Fahrten machte er auf den Schiffen der Brodin Cargo- und Passagier-Linie, deren Schiffe damals als die schnellsten Schiffe weltweit galten. Nach einem Jahr wurde Schmidt zum Dienst in die schwedische Marine eingezogen. 
Bei einem Besuch in New York City traf er den armenischen Maler Ariel Agemian. Nach kurzem Unterricht bei Agemian entschied sich Schmidt, selbst Maler zu werden. Nach einem Aufenthalt in Schweden im Jahr 1949 studierte er 1950 bis 1953 an der École nationale supérieure des beaux-arts de Paris. 1954 ging er für ein Jahr nach Johannesburg, Südafrika, und schuf dort eine Reihe von Porträts, die seinen Ruf als Porträtmaler begründeten. Nach einem Aufenthalt in Stockholm ging Schmidt 1957 nach Palma, wo er bis zu seinem Tode lebte und arbeitete. Die Gesellschaft für estlandschwedische Kultur (Samfundet för Estlandssvensk Kultur) verlieh ihm zwei Auszeichnungen.
Erik Schmidt beschrieb seine Philosophie des Sehens und des Malens wie folgt: 

„Überall um uns herum ist Schönheit. Es ist die Aufgabe des Malers, diese Schönheit zu entdecken und wiederzugeben, um die Menschen damit zu erfreuen.“

Die Sujets seiner Bilder waren häufig Menschen in bäuerlicher Umgebung. Erik Schmidt malte ausschließlich mit einer von ihm entwickelten Mischung von black oil und Mastix, deren Trocknungseigenschaften er beeinflussen konnte. Sein Farbpalette reichte von Grau- und Ockertönen, inspiriert von den nordischen Küstenlandschaften seiner Jugend, über die lebendigen Farbwechsel des Himmels und der See bis zu den lebhaften Tönen, die er bei seinen Besuchen Indiens und der arabischen Länder kennengelernt hatte.

## Ausstellungen
- Salon de Printemps, Paris 1951.
- Stuttaford Galleries, Johannesburg 1954.
- Ekströms Konstgalleri, Stockholm 1955.
- Ateneo de Santander, Santander 1956.
- Eesti Majandusühisus Produkt, Stockholm 1957.
- Galeria Rembrandt, Palma de Mallorca 1980.
- Eesti Maja, Stockholm 1988.
- Eesti Maja, Stockholm 1989.
- Claustre de Sant Antoniet, Palma de Mallorca 2009.

## Literarische Werke
Erik Schmidt publizierte eine Reihe von Artikeln in schwedischer und Bücher in estnischer, englischer und spanischer Sprache. Eine Auswahl:
- Tormised teekonnad. Perona, Pärnu 1993.
- Optical Illusions: The Life Story of Bernhard Schmidt, the Great Stellar Optician of the Twentieth Century. Teaduste Akadeemia Kirjastus, 1995, ISBN 9985501020.
- Naissaare põlised perekonnad (Hrsg.). Teaduste Akadeemia Kirjastus, 1995, ISBN 9985501047.
- Pagana eestlane. Eesti Raamat, 1996, ISBN 9985650603.
- Tuultest tõugatud. Eesti Raamat, 1999, ISBN 9985652215.
- Rännakud enne koitu. Virgela, 2001, ISBN 9985930010.
- Minu onu Bernhard Schmidt. Ilmamaa, 2002, ISBN 9985770617.
- Jumalaga, Naissaar!. Olion, Tallinn 2004, ISBN 9985663667.
- Päevapilte Hispaaniast. Eesti Raamat, 2004, ISBN 9985654552.
- Bernhard Schmidt 1879–1935. 2004.